# Jan Van Cant
Jan Van Cant (Blauwput, 6 juni 1891 – Mechelen, 20 maart 1926) was een Belgisch voetballer die speelde als aanvaller. Hij voetbalde in eerste klasse bij Racing Mechelen en speelde 10 interlandwedstrijden met het Belgisch voetbalelftal.

## Loopbaan
Van Cant debuteerde als aanvaller in het eerste elftal van Racing Mechelen dat net naar eerste klasse was gepromoveerd en verwierf er al spoedig een vaste basisplaats. Twee jaar later, in 1912, degradeerde de club terug naar tweede klasse. De clubleiding besloot op dat moment om een ploeg te vormen met jonge Mechelse spelers en Van Cant, die intussen al enkele maal voor het Belgisch voetbalelftal gespeeld had, werd de aanvoerder van het nieuwe team. Na twee seizoenen eindigde de ploeg op de tweede plaats en promoveerde ze terug naar de hoogste afdeling. Ondertussen was de Eerste Wereldoorlog uitgebroken en werd de voetbalcompetitie voor een periode van 5 jaar stilgelegd. Na de hervatting in 1919 speelde Van Cant, die een zwakke gezondheid had, nog bij de ploeg in eerste klasse tot in 1921 toen hij definitief een punt diende te zetten achter zijn voetbalcarrière. In totaal speelde Van Cant 61 wedstrijden in de hoogste afdeling en maakte daarbij 13 doelpunten.
In 1912 was van Cant als Rode Duivel linksbuiten bij de twee Derby's der Lage Landen, die beide bij elkaar 28.000 toeschouwers op de been bracht. Tussen 1912 en 1914, speelde Van Cant 10 wedstrijden met de nationale ploeg. Ook toen Van Cant met Racing Mechelen in tweede klasse voetbalde, werd hij geselecteerd voor de nationale ploeg. Hij maakte in totaal 7 doelpunten. In de thuiswedstrijd tegen Duitsland in 1913 lukte het hem een hattrick te scoren. Na de oorlog werd hij niet meer geselecteerd.